# Jan Souček (malíř)
Jan Souček (5. května 1941 Praha – 3. května 2008 Praha) byl český malíř, grafik a ilustrátor.

## Život
V letech 1955–1957 se vyučil sklářem v Novém Boru. V letech 1957–1961 studoval na střední uměleckoprůmyslové škole sklářské v Železném Brodě pod vedením profesora Stanislava Libenského. Poté studoval v letech 1963–1969 na Vysoké škole uměleckoprůmyslové v Praze v ateliéru kresleného filmu profesora Adolfa Hoffmeistra.

## Tvorba
Soustředil se na malířství a volnou i užitou grafiku. Stěžejním bodem jeho zájmu byly historické, fantastické a utopické krajiny, ztvárňované staromistrovskou technikou olejovými barvami s vrstvou lazur na rozměrných plátnech. Obdivoval jinotaje malby rudolfinského manýrismu a romantismus období rokoka (vytvořil například Poctu J. B. Fischerovi z Erlachu nebo J.J. Watteauovi).
Z ilustrací vytvořil například samostatnou monografii Apokalypsa na biblické motivy. Z grafických technik vyhledával barevný lept, suchou jehlu a akvatintu. Spolupracoval také na filmové scénografii. Jeho staroměstský ateliér ve starobylém domě v Karlově ulici 25 byl sám o sobě uměleckým dílem.
Od roku 1971 pravidelně vystavoval v České republice, Německu, Švýcarsku, Belgii, Finsku, bývalé Jugoslávii, Rumunsku, Francii, Rakousku a Spojených státech.
Byl členem SČUG Hollar.
Jeho dílo je zastoupeno ve sbírkách Národní galerie v Praze, Památníku národního písemnictví v Praze, Ministerstva kultury ČR, Galerie hl. m. Prahy, Galerie výtvarného umění v Roudnici nad Labem, Ministerstva zahraničí ČR, v budovách německého a brazilského velvyslanectví, a dalších.